# Контент-фільтр
Конте́нт-фі́льтр, або програ́ма обме́ження вебконте́нту (англ. Content-control software або web filtering software) — пристрій або програмний засіб для фільтрації сайтів за їх вмістом, що не дозволяє отримати доступу до певних сайтів або послуг інтернету. Система дозволяє блокувати вебсайти зі вмістом, не призначеним для перегляду.
Контент-фільтр працює за статистичним принципом, тобто підраховує заздалегідь визначені слова тексту і визначає категорію, до якої належить вміст сайту. Метою таких пристроїв або програм є обмеження доступу до інтернету для шкіл, підприємств, релігійних організацій тощо. Найчастіше контент-фільтри використовують для обмеження доступу для дітей і підлітків, у навчальних закладах, бібліотеках і на робочих місцях у різних установах, а також ігрових клубах і інтернет-кафе.

## Принцип роботи
Часто фільтрація проходить на рівні запитів за протоколом HTTP. Для цього URL запитаного сайту звіряється з чорним списком за допомогою регулярних виразів. Такі списки слід регулярно оновлювати, захист за їх допомогою вважається малоефективним. Просунутішими є методи розпізнавання образів і обробки природної мови. Для класифікації сайтів за різними ознаками (наприклад, «порнографія / не порнографія», «варез / каталог freeware» тощо) текст запитуваної сторінки аналізується на кількість різних ключових слів (наприклад, «безкоштовно», «завантажити» тощо). Ці та інші властивості тексту використовуються для обчислення ймовірності потрапляння в небезпечну категорію. Якщо ця ймовірність перевищує заданий рівень (наприклад, 95 %), доступ до сторінки блокується.
Найпростіші програми дозволяють увести слова, які шукатиме система, вручну. Найскладніші пристрої вже мають великий словник і мають готову базу посилань, які вже класифіковані. Як правило, для складних пристроїв виробники забезпечують періодичне оновлення бази посилань. Вебсайти, не розпізнані автоматично, переглядає людина і надає їм категорії вручну.
Очевидна вимога до програм обмеження доступу — швидкість класифікації.

## Критика
Іноді помилка в оцінці небезпеки сайту призводить до обмеження доступу до нешкідливої інформації.